# ورتینز کورنر (نیوجرسی)
ورتینز کورنر (به انگلیسی: Wertheins Corner) یک منطقهٔ مسکونی در ایالات متحده آمریکا است که در اوشن، نیوجرسی واقع شده‌است. ورتینز کورنر ۲۱٫۰۳ متر بالاتر از سطح دریا قرار دارد.